# Jazdowice
Jazdowice – wieś w Polsce położona w województwie małopolskim, w powiecie miechowskim, w gminie Słaboszów.
W okresie dwudziestolecia międzywojennego właścicielem folwarku o powierzchni 169 hektarów w Jazdowicach był Władysław Jarzębski. Folwark był obciążony serwitutem pastwiskowym z którego korzystali chłopi z Jazdowic.
W latach 1975–1998 miejscowość administracyjnie należała do województwa kieleckiego.